# María Józefa Alhama Valera
Maria Józefa Alhama Valera, w zakonie Nadzieja od Jezusa, Matka Speranza, wł. Speranza di Gesù Alhama Valera (ur. 29 września 1893 w Santomera w Murcji, zm. 8 lutego 1983 w Collevalenza w Umbrii) – hiszpańska zakonnica, założycielka zgromadzenia Służebniczek (EAM) i Synów Miłości Miłosiernej (FAM) i ich przełożona generalna, mistyczka, apostołka Bożej Miłości Miłosiernej, błogosławiona Kościoła katolickiego.
Była najstarszą z dziewięciorga dzieci swoich rodziców. Mając 21 lat wstąpiła do półkontemplacyjnego Instytutu Córek Kalwarii, założonego w 1863, gdzie 15 sierpnia 1916 roku złożyła śluby zakonne, przyjmując imię Nadzieja od Jezusa Konającego (hiszp. Esperanza, wł. Speranza).  W 1921 Instytut połączył się z misjonarkami klaretynkami, założonymi w 1855 przez św. Antoniego Marię Clareta, zajmującymi się też wychowaniem chrześcijańskim. Maria Józefa przystąpiła do niego składając kolejne śluby (19 listopada 1921) i przyjmując imię Nadzieja z Santiago.
W latach 30. XX w. przeniosła się do Włoch. 15 sierpnia 1951 założyła własne zgromadzenia zakonne Służebniczek i Synów Miłości Miłosiernej a w Collevalenza, niedaleko Asyżu zbudowała sanktuarium pod tym wezwaniem (wł. Santuario dell'Amore Misericordioso).
W 1981 roku odwiedził ją tam św. Jan Paweł II. W rok później sanktuarium otrzymało tytuł bazyliki mniejszej. Tam też matka Nadzieja zmarła 8 lutego 1983.

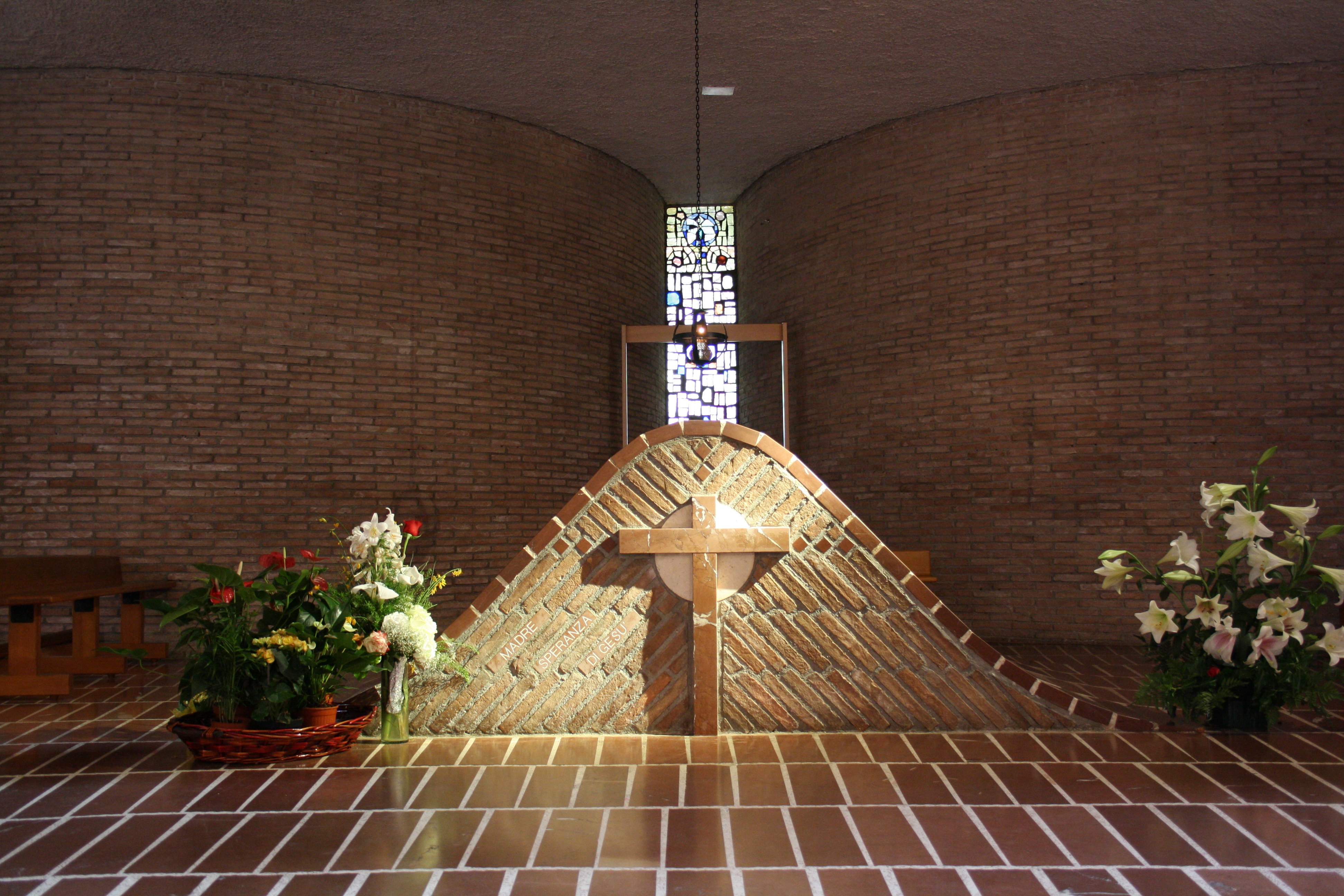
Grób m. Sparenzy w Santuario dell'Amore Misericordioso

## Kult
Maria Józefa Alhama Valera, w imieniu papieża Franciszka,  została beatyfikowana 31 maja 2014 roku przez kard. Angelo Amato.
Jej wspomnienie liturgiczne obchodzone jest w dies natalis (8 lutego).